# Rhabdodryas
Rhabdodryas es un género de lepidópteros de la familia Pieridae. Especie tipo por monotípia Papilio trite (Rhabdodryas trite) Linnaeus, 1758. La especie se encuentra en el Neotrópico.

## Plantas hospederas
Rhabdodryas trite se alimenta de plantas de las familias Brassicaceae y Fabaceae. Las plantas hospederas reportadas incluyen los géneros Inga, Senna, Pentaclethra, Zygia.